# 重三出黄堇
重三出黄堇（学名：Corydalis triternatifolia）为罂粟科紫堇属下的一个种。

## 扩展阅读
- 維基物種上的相關：重三出黄堇